# Culicoides melleus
Culicoides melleus är en tvåvingeart som först beskrevs av Daniel William Coquillett 1901.  Culicoides melleus ingår i släktet Culicoides och familjen svidknott. Inga underarter finns listade i Catalogue of Life.